# يان غراي
يان غراي (بالإنجليزية: Ian Gray)‏ (22 يوليو 1963 بسيدني في أستراليا - 15 فبراير 2010 بسيدني في أستراليا) هو لاعب كرة قدم أسترالي في مركز الدفاع. شارك مع منتخب أستراليا تحت 20 سنة لكرة القدم ومنتخب أستراليا لكرة القدم. أما مع النوادي، فقد لعب مع سيدني تايغرز وماركوني ستاليونز.

## وصلات خارجية
- يان غراي على موقع قاعدة بيانات كرة القدم.إي يو (الإنجليزية)
- يان غراي على موقع ناشيونال فوتبول تيمز (الإنجليزية)